# Alexander Karađorđević
Alexander Karađorđević (Servisch: Александар Карађорђевић, Aleksandar Karađorđević) (Topola, 11 oktober 1806 - Timișoara, 4 mei 1885¹) regeerde van 1842 tot 1858 als vorst over Servië.
In 1813 volgde hij zijn vader Karađorđe, die de Eerste Servische Opstand tegen het Ottomaanse Rijk had geleid, naar Oostenrijk en daarna naar Chotim in Bessarabië. Na de moord op zijn vader in 1817 trad hij in dienst van het Russische leger. Hij werd na de val van vorst Michaël III Obrenović in 1842 door de Skupština (het parlement) tot nieuwe vorst van Servië gekozen.
Alexander liet zijn regering domineren door een oligarchie van enkele senatoren. Hij trachtte het onderwijs- en rechtsstelsel te moderniseren, maar het feit dat deze hervormingen door corruptie grotendeels mislukten, zaaide veel ontevredenheid onder de bevolking. Daar kwam bij dat de door hem gecreëerde nieuwe intelligentsia een parlementaire regering naar West-Europees model begon na te streven. Hij weigerde in 1848 de opstand van in Hongarije wonende Serven te steunen, maar stond vrijwilligers wel toe naar Hongarije af te reizen. In de internationale politiek leunde hij sterk op Oostenrijk en bleef daarom, onder Oostenrijkse invloed, neutraal in de Krimoorlog. Hierdoor haalde hij zich de vijandschap van de pro-Russische en pan-Slavische elementen in zijn land op de hals.
Een samenzwering tegen Alexander werd in 1857 verijdeld en hij ontsloeg enkele van de oligarchen. Hij riep de Skupština bijeen, die echter op 22 december 1858 zijn abdicatie eiste. Hij vluchtte naar Belgrado en werd op 23 december afgezet waarop Miloš Obrenović - die ook reeds tussen 1815 en 1839 had geregeerd - opnieuw tot vorst werd gekozen.
Alexander woonde in ballingschap te Pest en in Walachije. De Servische rechtbank veroordeelde hem wegens medeplichtigheid aan de moord op Michael III Obrenović (1868) tot 20 jaar gevangenisstraf. Een Hongaarse rechtbank achtte hem eveneens schuldig, maar legde geen straf op. De rest van zijn leven bracht hij teruggetrokken door in Timișoara.
Zijn zoon en troonopvolger Peter I Karađorđević werd in 1903 koning van Servië en in 1918 van geheel Joegoslavië.